# Оуэнс, Рик
Ри́чард Сатурни́но «Рик» О́уэнс (англ. Richard Saturnino «Rick» Owens; род. 18 ноября 1961, Портевилл, Туларе, Калифорния) — американский модельер, дизайнер одежды и мебели.

## Ранние годы
Родился в 1961 году в Портервилле, Калифорния. Родители — Джон и Консепсьон Шейнкер; мать — мексиканка. Изучал живопись в Колледже искусств и дизайна Отис в Лос-Анджелесе (Otis College of Art and Design), закончил три курса. Перешёл учиться в Торгово–Технический Колледж (Los Angeles Trade-Technical College), приобрёл специальность дизайнера одежды.

## Карьера
Создал собственный дизайнерский лейбл Rick Owens, который появился в середине 90-х. Почти десять лет спустя в его облегающей кожаной куртке в журнале Vogue Paris появилась Кейт Мосс. Так он получил международное признание и поддержку Анны Винтур, главного редактора американского Vogue.
Знаменитые клиенты и фанаты Rick Owens — Мадонна, Рианна, Playboi Carti, а также знаменитые лица в мире моды — Карин Ройтфельд и Лара Стоун.

### Критика
В 2015 году показ Рика Оуэнса в Париже закончился шумным скандалом после того, как модель по имени Йера из агентства Tomorrow is Another Day, постоянно работавший с модельером, вышел на дефиле с самодельным плакатом «Пожалуйста, убейте Ангелу Меркель (нет)» (англ. Please Kill Angela Merkel Not).